# Saurat
 Saurat  es una población y comuna francesa, en la región de Mediodía-Pirineos, departamento de Ariège, en el distrito de Foix y cantón de Tarascon-sur-Ariège.

## Demografía
| 1099 | 1007 | 812 | 693 | 652 | 601 |
| Para los censos de 1962 a 1999 la población legal corresponde a la población sin duplicidades (Fuente: INSEE [Consultar]) |      |     |     |     |     |